# Джонатан Тео
Джо́натан Те́о (фр. Jonathan Tehau; нар. 5 січня 1988 року, Таїті) — таїтянський футболіст, захисник і півзахисник збірної Таїті та клубу «Тамарій». Старший брат близнюків Альвена Тео та Лоренцо Тео, також двоюрідний брат Теаоньї Тео, усі виступають за наднаціональну збірну.

## Голи за збірну
| №  | Дата           | Стадіон                                          | Суперник           | Гол | Результат | Змагання                |
| -- | -------------- | ------------------------------------------------ | ------------------ | --- | --------- | ----------------------- |
| 1. | 1 червня 2012  | Лоусон Тама Стедіум, Хоніара, Соломонові Острови | Самоа              | 2–0 | 10–1      | Кубок націй ОФК 2012    |
| 2. | 1 червня 2012  | Лоусон Тама Стедіум, Хоніара, Соломонові Острови | Самоа              | 7–1 | 10–1      | Кубок націй ОФК 2012    |
| 3. | 5 червня 2012  | Лоусон Тама Стедіум, Хоніара, Соломонові Острови | Вануату            | 2–0 | 4–1       | Кубок націй ОФК 2012    |
| 4. | 8 червня 2012  | Лоусон Тама Стедіум, Хоніара, Соломонові Острови | Соломонові Острови | 1–0 | 1–0       | Кубок націй ОФК 2012    |
| 5. | 17 червня 2013 | Мінейран, Белу-Орізонте, Бразилія                | Нігерія            | 1–3 | 1–6       | Кубок конфедерацій 2013 |

## Досягнення
- Володар Кубка націй ОФК: 2012